# Charlotte af Savoyen
Charlotte af Savoyen (fransk: Charlotte de Savoie, italiensk: Charlotte di Savoia) (1441/1443 – 1. december 1483) var gift med Ludvig 11. af Frankrig. Hun var dronning af Frankrig fra 1461 til 1483.

## Forfædre
Charlotte af Savoyen var datter af Ludvig 1. af Savoyen og sønnedatter af Modpave Felix 5..
Hun var oldedatter af Amadeus 7., greve af Savoyen, Filip den Dristige, hertug af Burgund, Margarete 3. af Flandern og Jean 1. af Bourbon-La Marche. 

## Børn
Charlotte af Savoyen var gift med kong Ludvig 11. af Frankrig, og hun blev mor til otte børn, deriblandt kong Karl 8. af Frankrig.